# パリ・ヴァル・ド・セーヌ国立高等建築学校
パリ・ヴァル・ド・セーヌ国立高等建築学校（パリ・ヴァル・ド・セーヌこくりつこうとうけんちくがっこう、仏：École nationale supérieure d'architecture de Paris-Val de Seine、英：National School of Architecture of Paris-Val de Seine、略称ENSAPVS）は、フランス・パリ13区のセーヌ川に架かるナシオナル橋(Pont National)近くに位置する建築専門の大学である。パートナーシップ校のパリ・シテ大学（旧パリ大学）と隣接している。別名（フランス）国立パリ建築学校ヴァル・ド・セーヌ校。
フランス文化省管轄のパリの4つの国立建築学校（ラ・ヴィレット校、ヴァル・ド・セーヌ校、ベルヴィル校、マラケ校）の1つで、現代フランスの著名建築事務所「ジャコブ＋マクファーレン(Jakob + MacFarlane)」のドミニク・ジャコブの出身校として、フランス国内の建築専門大学（23校）の中でもトップレベルの名門校である。

## 歴史
17世紀のフランス王立アカデミーの付属学校を起源とする国立の美術学校（エコール・デ・ボザール：絵画・彫刻・建築部門）の部門分離・再編により1970年ごろに設立された建築専門の国立高等教育機関を前身としている。その後、パリの4つの建築学校（パリ・ラ・セーヌ建築学校、パリ・ラ・デファンス建築学校、パリ・コンフラン建築学校、パリ・ヴィルマン建築学校）の再編・統合により、2001年にパリ・ヴァル・ド・セーヌ国立高等建築学校（ENSAPVS）として設立された。

## 専攻
- 建築学
- 建築史学
- デザイン学
- 都市建設学
- 地球科学
- テクノロジー学

学生数は約2,000人で、グローバル教育を掲げ、フランス国内だけではなく、北米/南米、アジア、中近東、アフリカからの交換留学や国際ワークショップを活発に行っている。

## 主な出身者
- ドミニク・ジャコブ - 現代フランスの著名建築事務所「ジャコブ＋マクファーレン(Jakob + MacFarlane)」の共同代表・建築家。フランス建築アカデミー賞(2002)、フランス文芸シュバリエ章(2003)受章。
- ダニエラ・ゾロズア - ドイツの舞台美術家・衣裳デザイナー
- 松政貞治 -  富山大学芸術文化学部教授

## 日本の学生交流協定校
- 東京大学
- 名古屋大学
- 大阪工業大学
- 東北工業大学